# محمد قربان‌اف (سیاست‌مدار)
محمد قربان‌اف (ترکی آذربایجانی: Məmməd Qurban oğlu Qurbanov; دسامبر ۱۹۱۱ – ۲۱ دسامبر ۱۹۷۹) سیاست‌مدار اهل جمهوری آذربایجان و از وزرای آموزش و پرورش این کشور بود.
وی همچنین برندهٔ جوایزی همچون مدال دفاع از قفقاز، مدال کارگر ممتاز، نشان پرچم سرخ کار، مدال کار شجاعانه در جنگ بزرگ میهنی (۱۹۴۵–۱۹۴۱)، و نشان برجسته افتخار شده‌است.